# Кадырова, Зауре Жусуповна
Зауре Жусуповна Кадырова (каз. Зәуре Жүсіпқызы Қадырова; род. 23 ноября 1940, Сарыжаз, Алма-Атинская область) — казахстанский государственный деятель.

## Образование
- Казахский Государственный женский педагогический институт (1963)
- Учитель русского языка и литературы
- Высшая партийная школа при ЦК КПСС (1973)

## Трудовой стаж
- Учитель, директор школы в Есильском и Жаксынском районах Целиноградской области (1963—1967);
- Инструктор Жаксынского райкома КПК (1967—1969);
- секретарь райкома партии в Шортандинском районе Целиноградской области (1969—1971);
- Секретарь горкома партии г. Целинограда (1973—1976);
- Заместитель Председателя Целиноградского облисполкома (1976—1985);
- Секретарь Президиума Верховного Совета Казахской ССР (1985—1987);
- Секретарь и член бюро Алматинского обкома Компартии Казахстана (1987—1990);
- Министр социального обеспечения, социальной защиты населения Республики Казахстан (1990—1995)

## Прочие должности
- Член Национального Совета при Президенте, член государственной комиссии по государственным символам;
- Член депутатской группы Парламента Республики Казахстан «Достык»;
- Член депутатской группы Парламента Республики Казахстан по народонаселению и развитию «Отбасы»;
- Член депутатской группы Парламента Республики Казахстан «Енбек»;
- Член депутатской группы Парламента Республики Казахстан «Ауыл»

## Выборные должности, депутатство
- Депутат Верховного Совета Республики Казахстан (1995);
- Депутат 1 и 2 созывов Мажилиса Парламента Республики Казахстан (1996—2000, 2000—2004);
- Депутат Верховного Совета Республики Казахстан 11-го и 13-го созывов;
- Депутат Мажилиса Парламента Республики Казахстан 1-го (1995—1999), 2-го (1999—2004) и 3-го (2004—2007) созывов;
- Депутат Мажилиса Парламента Республики Казахстан от избирательного округа № 10 Акмолинской области, Председатель Комитета по социально-культурному развитию Мажилиса Парламента Республики Казахстан (11.2004-06.2007)

## Партийная принадлежность
- Член депутатской фракции Народно-демократической партии «НУР ОТАН»

## Награды
Ордена:
- Орден «Знак Почёта»
- Орден «Дружбы народов»
- Орден «Парасат»

Медали — «Астана», «50-летие Целины», «Қазақстан Республикасының Конституциясына 10 жыл», «Қазақстан Республикасы Парламентіне 10 жыл».

## Семья
Муж — Аткешев Жумагали Сайденович, двое детей: Данара (1973 г.р.), Айгуль (1974 г.р.), и шестеро внуков.